# Emile Wauters
Emile Wauters (Brüsszel, 1846. november 19. – Párizs, 1933. december 11.) belga történeti festő.

## Életpályája
Először Charles Albert (1821–1889) brüsszeli műhelyében lakberendezést tanult, Tanult Brüsszelben a stúdióban a lakberendező Charles Albert (1821–1889), majd átment Jean-François Portaels műhelyébe festést tanulni, Párizsban Jean-Léon Gérôme volt a mestere. 1869-ben a Szuezi-csatorna megnyitásánál ott volt, később is gyakran visszatért Egyiptomba, ott festette egyiptomi témájú képeit, például Út Kairó felé (antwerpeni múzeumban).
Főleg történeti képei jelentősek, A hastingsi csata után (1868), Burgundi Mária kegyelmet kér tanácsosai számára (1870), Burgundi Mária megesküszik, hogy a városi privilégiumokat megtartja (1876, brüsszeli városháza). 1881-ben Kairó című panoráma képével volt nagy sikere Brüsszelben.
Képei közt legkiválóbbak Hugo van der Goes, az őrült festő a Rouge-Cloitre kolostorban (1872) és Szobieski Bécs előtt (1883, mindkettő a brüsszeli Királyi Szépművészeti Múzeumban). Vannak, akik Hugo van der Goes... című alkotását a kései romantikus alkotások közé sorolják. Maga a téma is sugallja a romantikát, az őrült festő egy kolostorban szerzetesek és papok közt talál menedéket, de gyógyulást nem, hiszen továbbra is súlyosan nehezedik rá az a teher, hogy tervezett alkotásait már nem tudja létrehozni.
Kiváló arcképfestő volt, ismert közéleti személyiségek arcképeit festette, megfestette Klementina belga hercegnő, majd Bleichröder, Rothschild, Lambermont báró arcmását. 200-nál több azonosított portrét tartalmaz életműve. Sikeres kiállításai voltak Brüsszel után Bécsben, Berlinben, Műnchenben és Európa más városaiban, mindezek erősítették az ő pozícióját. Európa számos országának akadémiája fogadta taggá vagy tiszteletbeli taggá, Brüsszel, Bécs, Berlin, München, Madrid, a francia Institut de France levelező tagjává választotta. Ugyanezen országokban és városokban magas kitüntetésekben részesült.
Sokat utazott, végül 1890-ben Párizsban telepedett le.

## Magyar vonatkozás
Megfestette Munkácsy Mihály arcképét, amelyet ma a békéscsabai Munkácsy Mihály Múzeumban őriznek.

## Képeiből

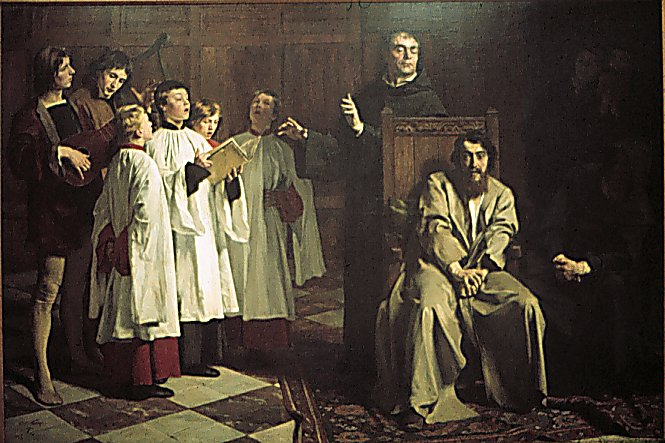
Hugo van der Goes, az őrült festő a Rouge-Cloitre kolostorban (1872)
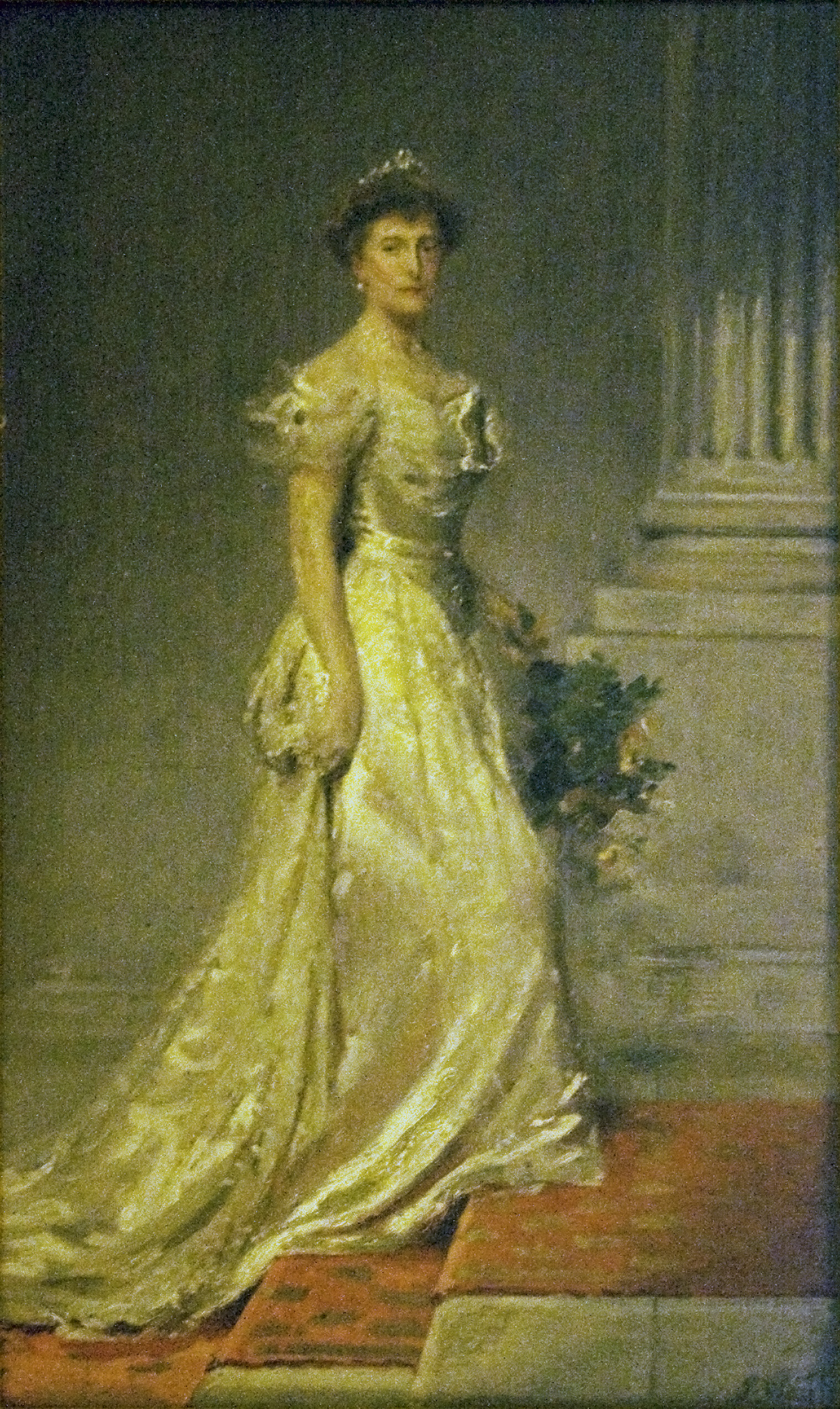
Clementine hercegnő egész alakos portréja
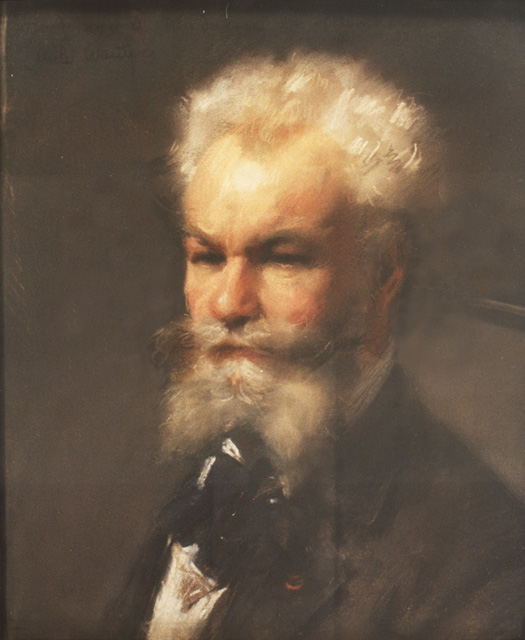
Munkácsy Mihály arcképe
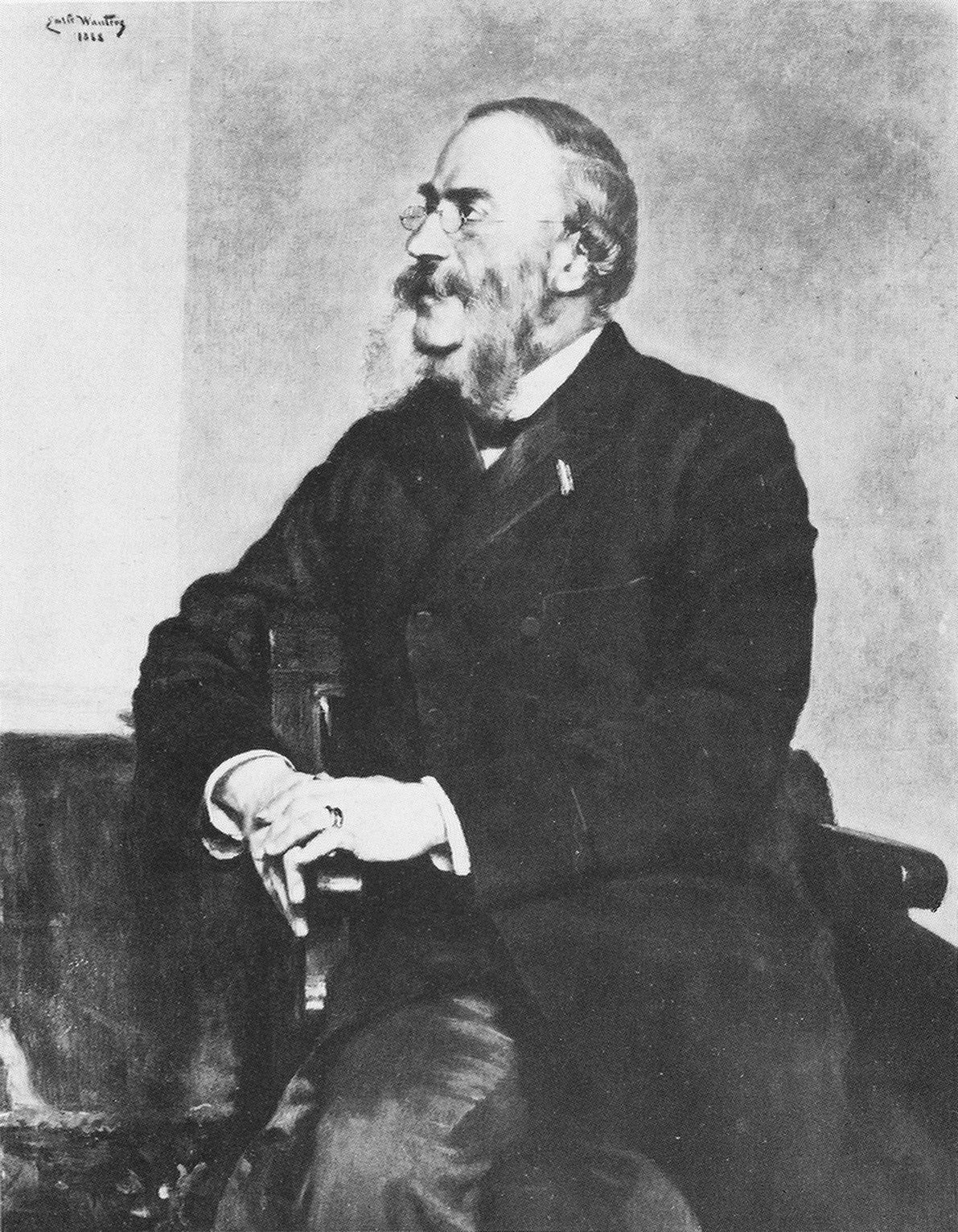
Gerson von Bleichröder német bankár portréja